# Suzuki Swift III
Pour un article plus général, voir Suzuki Swift.
La Suzuki Swift (A2L) est une citadine polyvalente du constructeur automobile japonais Suzuki. Elle est la troisième génération de Swift, fabriquée dès décembre 2016 au Japon, elle a fait sa première apparition en Europe au salon de Genève de mars 2017 avant d'y être distribuée à partir du 4 mai 2017. Sa version restylée est dévoilée le 1er juillet 2020 et commercialisée dans le courant du second semestre. Elle est remplacée par une 4e génération en 2024.

## Présentation
Elle mesure 3,84 m et pèse 120 kg de moins que sa devancière, et contrairement à celle-ci elle est disponible uniquement en essence et en cinq-portes. Elle est une des rares citadines à proposer une transmission intégrale 4×4 dénommée « ALLGRIP ». Sa version Sport est toujours de la partie.
Pour les marchés européen, japonais, océanien et sud-américain, la Swift est produite et exporté par l'usine japonaise de Suzuki Sagara à Makinohara-shi dans la préfecture de Shizuoka..
Les deux autres centres de production de la Suzuki Swift III sont basés en Inde dans l'usine de Suzuki Motor Gujarat Private Limited qui délivre ses modèles exclusivement pour le marché indien et en Thaïlande dans l'usine Suzuki motor Thailand pour le marché de l' ASEAN.

Depuis son lancement en 2017 la Suzuki Swift s'est vendue à plus de 745000 exemplaires réparti sur 119 pays (chiffre à fin 2019)
En 2019, Suzuki annonce une version auto-école de la Swift crée en partenariat avec la société Drive Matic Legrand

## Phase 1 (2017-2020)

### Caractéristiques
La nouvelle Swift repose sur la nouvelle plate-forme technique Heartect, utilisée par les Baleno et Ignis.

### Motorisations
Disponible en trois motorisations, un moteur quatre-cylindres de 1,2 litre à injection multipoint, le 1.2 Dualjet développant 90 ch ou un trois-cylindres Turbo à injection directe essence de 998 cm3 développant 111 ch. Ces deux motorisations existent en version Hybride.
La Swift propose une version hybride simplifiée, dénommée « SHVS » (pour « Smart Hybrid Vehicle by Suzuki »), le système est constitué d'un alterno-démarreur jouant à la fois le rôle d'alternateur et de moteur électrique. Il sert de générateur en décélération, et de surcroît de puissance à l'accélération, ainsi que de système Stop & Start, le tout combiné avec une batterie lithium-ion de 12 volts.
| Motorisation                                           | Essence                         | Essence                         | Essence                         | Essence                | Essence                | Essence                | Essence                |
| Motorisation                                           | 1.0 BoosterJet BVM              | 1.0 BoosterJet BVA              | 1.0 BoosterJet Hybrid           | 1.2 DualJet            | 1.2 DualJet            | 1.2 DualJet Hybrid     | 1.2 DualJet Hybrid     |
| ------------------------------------------------------ | ------------------------------- | ------------------------------- | ------------------------------- | ---------------------- | ---------------------- | ---------------------- | ---------------------- |
| Type                                                   | K10 DITC                        | K10 DITC                        | K10 DITC                        | K12C                   | K12C                   | K12C                   | K12C                   |
| Roues motrices                                         | Traction avant                  | Traction avant                  | Traction avant                  | Traction avant         | Intégrale - ALLGRIP    | Traction avant         | Intégrale - ALLGRIP    |
| Cylindrée en cm3                                       | 998                             | 998                             | 998                             | 1242                   | 1242                   | 1242                   | 1242                   |
| Nombre de cylindres                                    | 3                               | 3                               | 3                               | 4                      | 4                      | 4                      | 4                      |
| Nombre de soupapes                                     | 12                              | 12                              | 12                              | 16                     | 16                     | 16                     | 16                     |
| Alésage x Course en mm                                 | 73,0 × 79,5                     | 73,0 × 79,5                     | 73,0 × 79,5                     | 73,0 × 74,2            | 73,0 × 74,2            | 73,0 × 74,2            | 73,0 × 74,2            |
| Taux de compression                                    | 10                              | 10                              | 10                              | 12,5                   | 12,5                   | 12,5                   | 12,5                   |
| Puissance en kW                                        | 82 à 5 500 tr/min               | 82 à 5 500 tr/min               | 82 à 5 500 tr/min               | 66 à 6 000 tr/min      | 66 à 6 000 tr/min      | 66 à 6 000 tr/min      | 66 à 6 000 tr/min      |
| Puissance en ch                                        | 111 à 5 500 tr/min              | 111 à 5 500 tr/min              | 111 à 5 500 tr/min              | 90 à 6 000 tr/min      | 90 à 6 000 tr/min      | 90 à 6 000 tr/min      | 90 à 6 000 tr/min      |
| Puissance administrative                               | 6                               | 6                               | 5                               | 5                      | 5                      | 4                      | 4                      |
| Couple maximum                                         | 170 N m de 2 000 à 3 500 tr/min | 160 N m de 1 700 à 4 000 tr/min | 170 N m de 2 000 à 3 500 tr/min | 120 N m à 4 400 tr/min | 120 N m à 4 400 tr/min | 120 N m à 4 400 tr/min | 120 N m à 4 400 tr/min |
| Alimentation                                           | Injection directe               | Injection directe               | Injection directe               | Injection multipoint   | Injection multipoint   | Injection multipoint   | Injection multipoint   |
| Masses                                                 |                                 |                                 |                                 |                        |                        |                        |                        |
| Poids à vide en kg                                     | 865                             | 940                             | 875                             | 840                    | 950                    | 850                    | 960                    |
| Poids remorquable en kg (remorque freinée-non freinée) | 1 000 - 400                     | 1 000 - 400                     | 1 000 - 400                     | 1 000 - 400            | 1 000 - 400            | 1 000 - 400            | 1 000 - 400            |
| Données annexes                                        |                                 |                                 |                                 |                        |                        |                        |                        |
| Nombre de places                                       | 5                               | 5                               | 5                               | 5                      | 5                      | 5                      | 5                      |
| Rayon de braquage en m                                 | 4,8                             | 4,8                             | 4,8                             | 4,8                    | 4,8                    | 4,8                    | 4,8                    |
| Capacité du réservoir en L                             | 37                              | 37                              | 37                              | 37                     | 37                     | 37                     | 37                     |
| Performances                                           |                                 |                                 |                                 |                        |                        |                        |                        |
| Vitesse maximum                                        | 195                             | 190                             | 195                             | 180                    | 170                    | 180                    | 170                    |
| 0 à 100 km/h en s                                      | 10,6                            | 10                              | 10,6                            | 11,9                   | 12,6                   | 11,9                   | 12,6                   |
| Consommations et CO2                                   |                                 |                                 |                                 |                        |                        |                        |                        |
| Norme                                                  | Euro 6                          | Euro 6                          | Euro 6                          | Euro 6                 | Euro 6                 | Euro 6                 | Euro 6                 |
| Consommation de carburant en cycle mixte en L/100 km   | 4,8                             | 5,3                             | 4,3                             | 4,6                    | 4,9                    | 4,1                    | 4,4                    |
| Émissions de CO2 en g/km Norme (NEDC)                  | 110                             | 121                             | 98                              | 106                    | 112                    | 94                     | 101                    |
| Émissions de CO2 en g/km Norme (WLTP)                  | 124                             | 136                             | 100                             | 115                    | 131                    | 113                    | 128                    |

### Finitions
La gamme de la Swift propose deux moteurs, trois finitions (« Avantage », « Privilège », et « Pack »), deux boîtes (manuelle et automatique), deux transmissions (roues avant et 4×4 dit ALLGRIP) et un système hybride SHVS (Smart Hybrid Vehicle by Suzuki).
Seule la version 1.0 BoosterJet non hybridé est livrable avec une boîte automatique à six rapports au lieu de la boîte manuelle à cinq rapports.
- 1.2 Dualjet Avantage
- 1.2 Dualjet Privilège
- 1.2 Dualjet Privilège Allgrip (4×4)
- 1.2 Dualjet Hybrid SHVS Pack
- 1.2 Dualjet Hybrid SHVS PACKAllgrip (4×4)
- 1.0 Boosterjet Privilège
- 1.0 Boosterjet Hybrid SHVS Pack
- 1.0 Boosterjet Pack (Auto)
- 1.0 Boosterjet Pack (BVM)

La Swift est disponible en 7 couleurs métallisées ainsi qu'en 4 coloris bi-ton pour les versions « So'Color » :
- Burning Red Pearl Métallisée
- Speedy Blue Métallisée
- Pure White Pearl Métallisée
- Premium Silver Métallisée
- Mineral Gray Métallisée
- Super Black Pearl Métallisée
- Fervent Red

Versions So'Color :

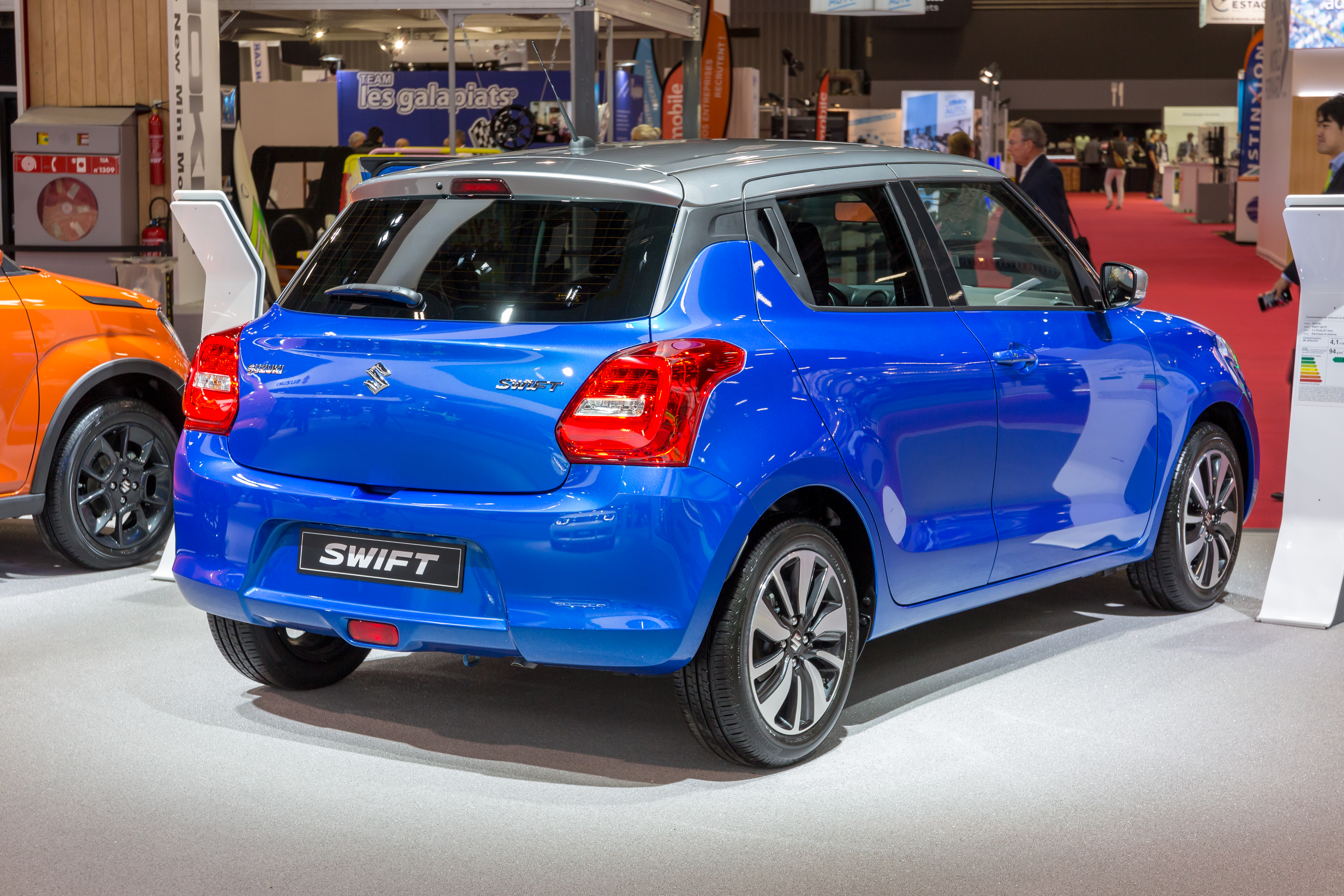
Vue 3/4 arrière d'une swift version So'Color Speedy Blue Métallisée avec un toit Premium Silver Métallisée.

- Speedy Blue Métallisée + Premium Silver Métallisée (pour le toit)
- Premium Silver Métallisée + Super Black Pearl (pour le toit)
- Mineral Gray Métallisée + Super Black Pearl (pour le toit)
- Super Black Pearl Métallisée + Premium Silver Métallisée (pour le toit)

### Équipements

#### Équipement de sécurité
Equipements présent au catalogue Swift de 2018
Version Avantage, Privilège et Pack
- Freinage actif d'urgence (DSBS)
- ABS avec EBD (Electronic brakeforce distribution - Répartiteur électronique de freinage)
- ESP (Electronic Stability Program)
- 4 Capteurs de stationnement arrière
- 6 airbags (Frontaux conducteur et passager, latéraux avant, rideaux avant et arrière)
- 2 Fixations Isofix pour siège enfant à l'arrière
- TPMS (Tire Pressure Monitoring System) surveillance de la pression des pneumatiques

Version Privilège et Pack
- Caméra de recul
- Antibrouillard avant

Version Pack
- Alerte au franchissement de ligne
- Aide à la correction de trajectoire
- Gestion automatique des projecteurs
- Aide au démarrage en côte
- Régulateur de vitesse adaptatif (ACC)
- Limiteur de vitesse[8]

### Récompenses
La Suzuki Swift a reçu le prix de voiture de l'année (Car of the year 2018) 2018 au Japon. Ce prix est remis par l’« Automotive Researchers’ and Journalists’ Conference of Japan » (RJC), qui couronne chaque année le meilleur modèle sorti sur le territoire japonais.
En 2018, la Suzuki Swift se place dans le top 3 du prix "World Urban Car Awards", ainsi que dans le "Worlds Car Awards" de 2018 dans la catégorie citadine aux côtés de la Ford Fiesta et de la VolksWagen Polo.
La même année, la Swift III équipée du Pack Sécurité reçoit 5 étoiles au JNCAP (Japan New Car Assessment Program)
En 2019, la Suzuki Swift reçoit le titre de voiture de l'année en Inde. Titre accordé aux 3 génération de la Swift.

## Phase 2 (2020-...)

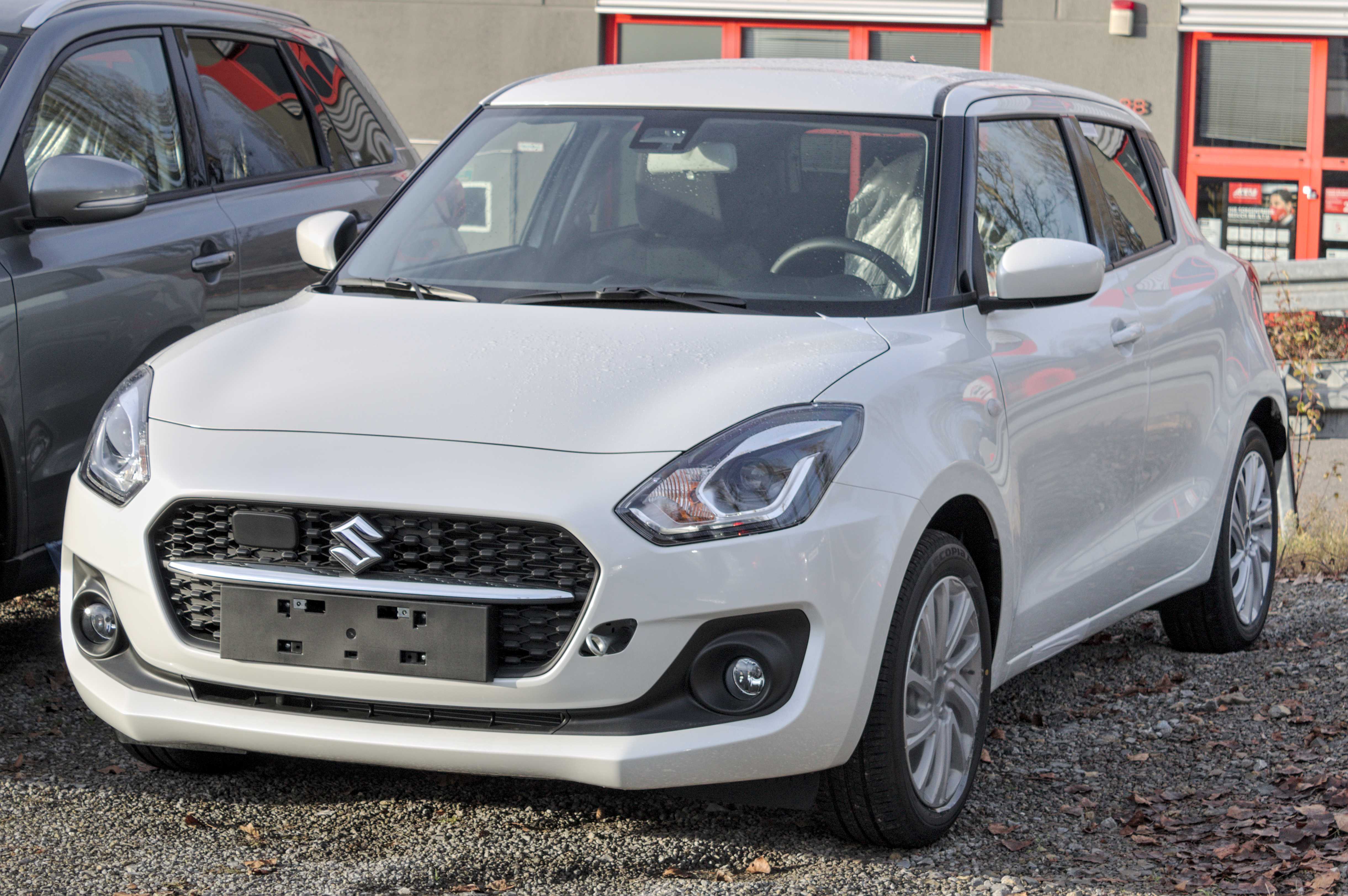
Suzuki Swift III (2020).

Le 1er juillet 2020, Suzuki dévoile sa Swift restylée. Elle sera commercialisée dans le courant du second semestre de cette même année.
La Swift est toujours disponible en trois niveaux de finitions, Avantage, Privilège et Pack.

### Esthétique
La face avant est légèrement modifiée avec une nouvelle calandre, traversée de part et d'autre par un jonc horizontal. De nouvelles jantes et de nouveaux coloris apparaissent, mais la face arrière ne subit aucune modification.
La Suzuki Swift Phase 2 est disponible en 7 couleurs métallisées ainsi qu'en 4 coloris bi-ton pour les versions « So'Color » :
Une couleur de base :
- Fervent Red

Versions métallisées
- Burning Red Pearl Métallisée
- Speedy Blue Métallisée
- Pure White Pearl Métallisée
- Premium Silver Métallisée
- Mineral Gray Métallisée
- Super Black Pearl Métallisée

Versions So'Color
- Burning Red Pearl Métallisée + Super Black Pearl (pour le toit)
- Flame Orange Pearl Métallisée + Super Black Pearl (pour le toit)
- Rush Yellow Métallisée + Premium Silver Métallisée (pour le toit)
- Speedy Blue Métallisée + Super Black Pearl (pour le toit)[14]

### Motorisations
Seul le 1.2 Dualjet dans une nouvelle mouture est conservé sur la nouvelle Swift Phase 2.
La capacité de la batterie lithium-ion augmente en passant de 3 Ah à 10 Ah sur cette micro-hybride.
Les versions avec boîte automatique ou en boîte manuelle ALLGRIP sont disponibles en finitions privilège et pack.
| Motorisation                                              | Essence                | Essence                | Essence                    |
| Motorisation                                              | 1.2 DualJet Hybrid BVM | 1.2 DualJet Hybrid BVA | 1.2 DualJet Hybrid ALLGRIP |
| --------------------------------------------------------- | ---------------------- | ---------------------- | -------------------------- |
| Type                                                      | K12D                   | K12D                   | K12D                       |
| Roues motrices                                            | Traction avant         | Traction avant         | Intégrale - ALLGRIP        |
| Cylindrée en cm3                                          | 1197                   | 1197                   | 1197                       |
| Nombre de cylindres                                       | 4                      | 4                      | 4                          |
| Nombre de soupapes                                        | 16                     | 16                     | 16                         |
| Alésage x Course en mm                                    | 73,0 × 71,5            | 73,0 × 71,5            | 73,0 × 71,5                |
| Taux de compression                                       | 13                     | 13                     | 13                         |
| Puissance en kW                                           | 61 à 6 000 tr/min      | 61 à 6 000 tr/min      | 61 à 6 000 tr/min          |
| Puissance en ch                                           | 83 à 6 000 tr/min      | 83 à 6 000 tr/min      | 83 à 6 000 tr/min          |
| Puissance administrative                                  | 4                      | 4                      | 4                          |
| Couple maximum                                            | 107 N m à 2 800 tr/min | 107 N m à 2 800 tr/min | 107 N m à 2 800 tr/min     |
| Alimentation                                              | Injection multipoint   | Injection multipoint   | Injection multipoint       |
| Motorisation                                              | Électrique             | Électrique             | Électrique                 |
| Puissance en kW                                           | 1,94 à 800 tr/min      | 1,94 à 800 tr/min      | 1,94 à 800 tr/min          |
| Couple maximum                                            | 50 N m                 | 50 N m                 | 50 N m                     |
| Masses                                                    |                        |                        |                            |
| Poids à vide en kg                                        | 865-911                | 925-946                | 975-991                    |
| Poids remorquable en kg (remorque freinée-non freinée)    | 1 000 - 400            | 1 000 - 400            | 1 000 - 400                |
| Données annexes                                           |                        |                        |                            |
| Nombre de places                                          | 5                      | 5                      | 5                          |
| Rayon de braquage en m                                    | 4,8                    | 4,8                    | 4,8                        |
| Capacité du réservoir en L                                | 37                     | 37                     | 37                         |
| Performances                                              |                        |                        |                            |
| Vitesse maximum                                           | 180                    | 175                    | 170                        |
| 0 à 100 km/h en s                                         | 13,1                   | 12,2                   | 13,8                       |
| Consommations et CO2                                      |                        |                        |                            |
| Norme                                                     | Euro 6                 | Euro 6                 | Euro 6                     |
| Consommation de carburant WLTP en cycle mixte en L/100 km | 5                      | 5,4                    | 5,5                        |
| Émissions de CO2 en g/km Norme (NEDC)                     | 88                     | 94                     | 95                         |
| Émissions de CO2 en g/km Norme (WLTP)                     | 112                    | 122                    | 125                        |

### Équipements
La Swift restylée s'équipe maintenant des systèmes de sécurité suivant :
- un système de reconnaissance des panneaux de signalisation ;
- un système de surveillance des angles morts ;
- une fonction de prévention de sortie de voie[15].

## Versions

### Suzuki Swift Sport (2018-...)
Le 12 septembre 2017, au salon de l'automobile de Francfort, Suzuki présente la troisième génération de Swift Sport.
La Swift Sport est disponible depuis sa sortie en 7 couleurs métallisées :
Une couleur de base :
- Champion Yellow - codé ZFT

En option 6 couleurs métallisées :
- Burning Red Pearl Metallic - codé ZWP
- Speedy Blue Metallic - codé ZWG
- Pure White Pearl - codé ZVR
- Premium Silver Metallic - codé ZNC
- Mineral Gray Metallic - codé ZMW
- Super Black Pearl - codé ZMV

Depuis mars 2020, la Swift Sport, est disponible en 3 versions avec une peinture métallisée bi-ton dite « So'Color » pour le marché français, respectivement :
- Flame Orange Pearl Metallic + Super Black Pearl (pour le toit) - codé CFK
- Burning Red Pearl Metallic + Super Black Pearl (pour le toit) - codé D72
- Speedy Blue Metallic + Super Black Pearl (pour le toit) - codé C7R

Si Suzuki a dévoilé la Swift restylée, la marque n'a toutefois pas indiqué si cette version sportive subira les mêmes légères modifications.

#### Motorisations
1.4 BoosterJet (K14C)
Elle est motorisée par le quatre-cylindres 1,4 litre BoosterJet, moteur turbo à injection directe d'essence (K14C), provenant du Vitara S qui délivre 140 ch et 230 N m de couple.
Contrairement à la précédente génération à moteur atmosphérique, la Swift Sport III est dotée d'un turbocompresseur et d'une injection directe. Elle pèse 970 kg, et reçoit une boîte manuelle à six rapports, et des jantes de 17 pouces.
1.4 BoosterJet Hybrid (K14D)
Depuis avril 2020 la Swift Sport est exclusivement hybride avec une puissance dégonflée à 129 chevaux, et avec un gain de couple de 20 N m (Moteur K14D repris du Vitara Hybrid).
Cependant, grâce au système électrique synchrone de 48 V développant 10 kW à 3 000 tr/min et 53 N m à 500 tr/min, la perte de puissance est compensée et quasiment imperceptible.
Différence notable, la version sport de la Swift est hybridée avec le système SHVS (Smart Hybrid Vehicle by Suzuki) en 48 V et non 12 V comme la version standard.
La justification de cette hausse de tension est la volonté de capter plus d'énergie à la décélération (le captage à la décélération est actif à une vitesse inférieur à 80 km/h) et de bénéficier de plus de puissances lors des phases de sollicitations du moteur et cela à un régime plus bas.
Le moteur K14D dispose d'un système dit VVT (Variable Valve Timing) permettant d'avoir des soupapes piloté pour réduire ou augmenter le temps de fermeture de ces dernières.
| Motorisation                                           | Essence                         | Essence                |
| Motorisation                                           | 1.4 BoosterJet                  | 1.4 BoosterJet Hybrid  |
| ------------------------------------------------------ | ------------------------------- | ---------------------- |
| Type                                                   | K14C                            | K14D                   |
| Roues motrices                                         | Traction avant                  | Traction avant         |
| Cylindrée en cm3                                       | 1373                            | 1373                   |
| Nombre de cylindres                                    | 4                               | 4                      |
| Nombre de soupapes                                     | 16                              | 16                     |
| Alésage x Course en mm                                 | 73,0 × 82,0                     | 73,0 × 82,0            |
| Taux de compression                                    | 10,8                            | 10,8                   |
| Puissance en kW                                        | 103 à 5 500 tr/min              | 95 à 5 500 tr/min      |
| Puissance en ch                                        | 140 à 5 500 tr/min              | 129 à 5 500 tr/min     |
| Puissance administrative                               | 7                               | 7                      |
| Couple maximum                                         | 230 N m de 2 000 à 3 500 tr/min | 235 N m à 2 000 tr/min |
| Alimentation                                           | Injection directe               | Injection directe      |
| Masses                                                 |                                 |                        |
| Poids à vide en kg                                     | 970                             | 1020                   |
| Poids remorquable en kg (remorque freinée-non freinée) | Ne peut remorquer               | Ne peut remorquer      |
| Données annexes                                        |                                 |                        |
| Nombre de places                                       | 5                               | 5                      |
| Rayon de braquage en m                                 | 5,1                             | 5,1                    |
| Capacité du réservoir en l                             | 37                              | 37                     |
| Performances                                           |                                 |                        |
| Vitesse maximum                                        | 210                             | 210                    |
| 0 à 100 km/h en s                                      | 8,1                             | 9,1                    |
| Consommations et CO2                                   |                                 |                        |
| Norme                                                  | Euro 6d-TEMP                    | Euro 6                 |
| Consommation de carburant en cycle mixte en L/100 km   | 4,8                             | 5,6                    |
| Émissions de CO2 en g/km Norme (NEDC)                  | 125                             | 106                    |
| Émissions de CO2 en g/km Norme (WLTP)                  | 135                             | 127                    |

#### Équipements
Esthétique extérieur

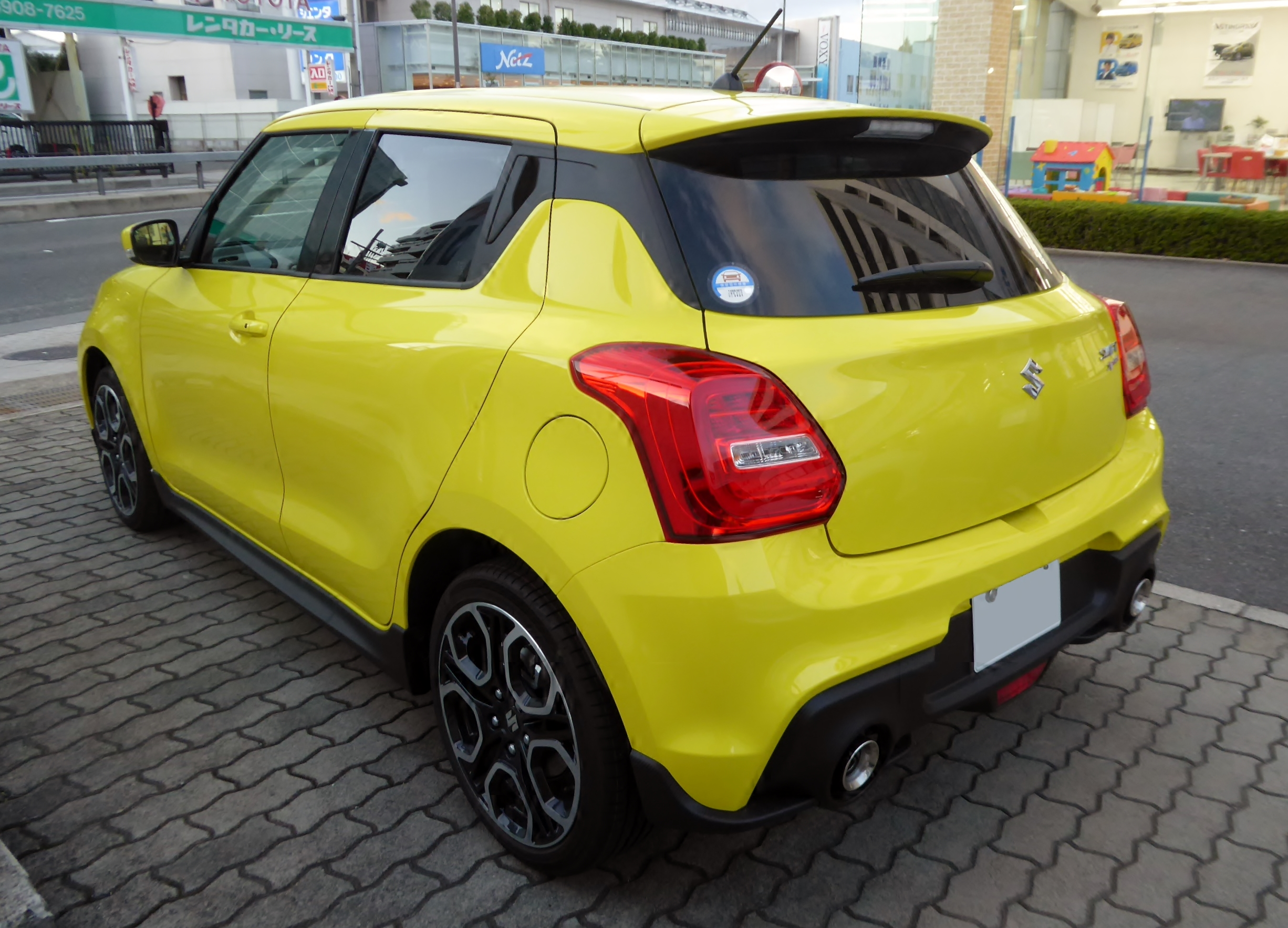
Vue 3/4 arrière Suzuki Swift Sport III.

La Suzuki Swift sport est équipée, de boucliers avant et arrière spécifiques, ainsi que de bas de caisse finition carbone et d'un spoiler intégrant le 3e feu stop.
Cette version dispose aussi d'une double sortie d'échappement chromé ainsi que des jantes spécifiques à la version.
Équipements intérieurs

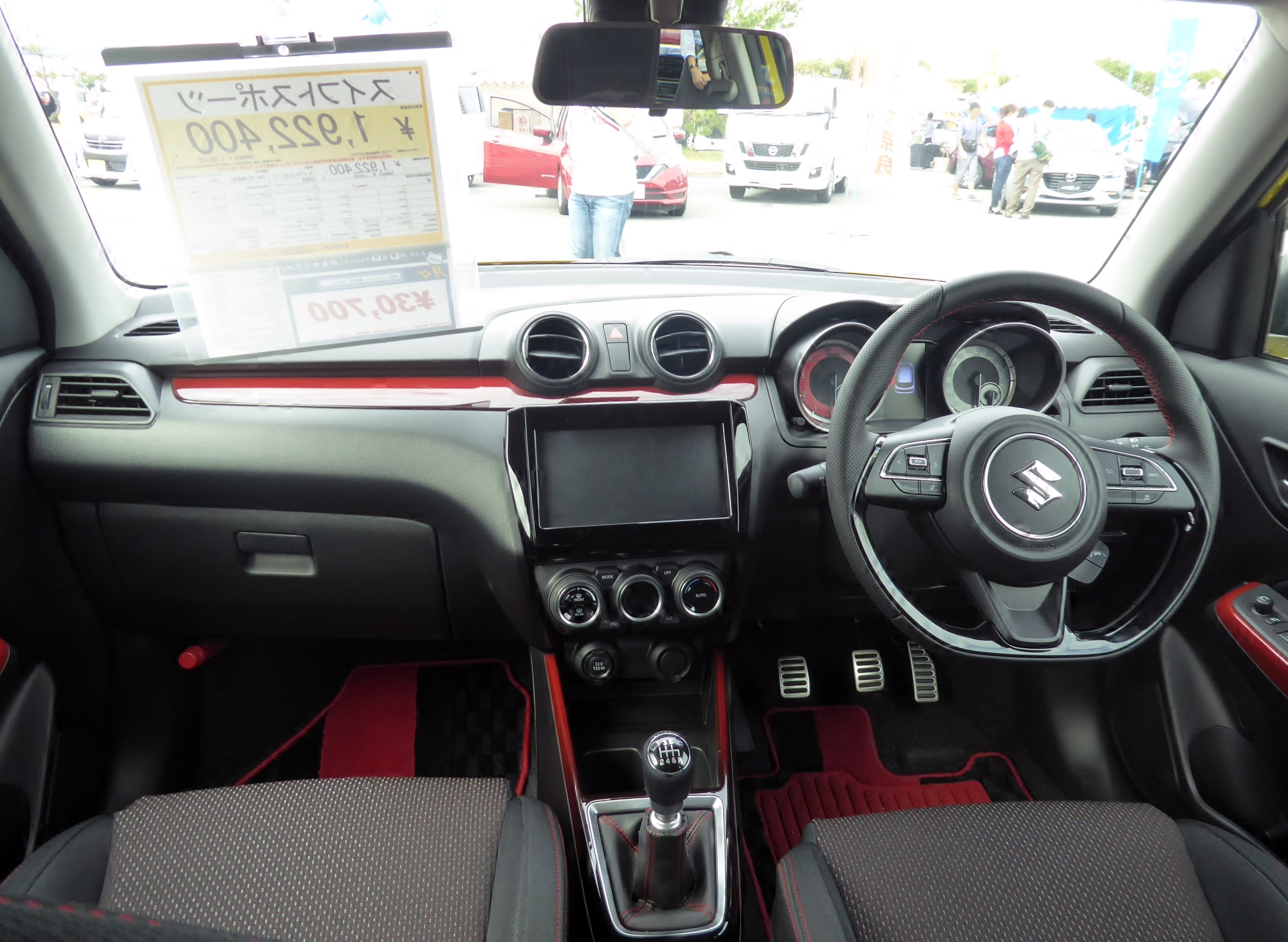
Intérieur de la Suzuki Swift Sport en conduite à droite.

- Sièges baquet spécifique à l'avant
- Sièges chauffant à l'avant
- Banquette arrière 60/40 + 3 appuis-tête
- Système Audio : - 6 HP (Avant, arrière, tweeters)
- Écran multifonction gérant la caméra de recul
- Connexion Bluetooth, Android et Apple
- Tableau de bord : - Compte tours et compteur de vitesse à aiguille
- Écran digital multifonction

Équipement de sécurité
- Alerte au franchissement de ligne
- Aide à la correction de trajectoire
- Système de reconnaissance de panneaux de signalisation routière
- Alerte de trafic en marche arrière
- Freinage actif d'urgence (DSBS)
- Détection d'angle mort
- Gestion automatique des projecteurs
- Régulateur de vitesse adaptatif (ACC)
- Limiteur de vitesse
- ABS avec EBD (Electronic brakeforce distribution - Répartiteur électronique de freinage)
- ESP (Electronic Stability Program)
- Aide au démarrage en côte
- Caméra de recul
- 4 Capteurs de stationnement arrière
- 6 airbags (Frontaux conducteur et passager, latéraux avant, rideaux avant et arrière)
- 2 Fixations Isofix pour siège enfant à l'arrière
- TPMS (Tire Pressure Monitoring System) surveillance de la pression des pneumatiques

## Ventes
Au lancement de la quatrième génération de Swift, Suzuki révèle que les deux tiers des acheteurs de la troisième génération sont des femmes, et que la moitié des clients ont moins de 50 ans.

## Suzuki Dzire (2017-...)
La Dzire de troisième génération est comme les précédents modèles, une version tricorps à 4 portes de la Swift. Elle est produite principalement pour le marché indien, et est également exportée vers plusieurs marchés émergents d'Asie, d'Afrique et d'Amérique latine. Pour la première fois, elle ne s'appelle plus Suzuki Swift Dzire, mais Suzuki Dzire. Le nom Swift est seulement conservé au Guatemala et en Colombie, où le véhicule est appelé Suzuki Swift Sedán,.

La Dzire possède deux motorisations, une essence 1,2 L VVT de 82ch (K12M tiré de la version essence K12B équipant les anciennes Swift et modifié pour le marché indien) et une motorisation diesel 1,3 L DDiS de 75ch (D13A).

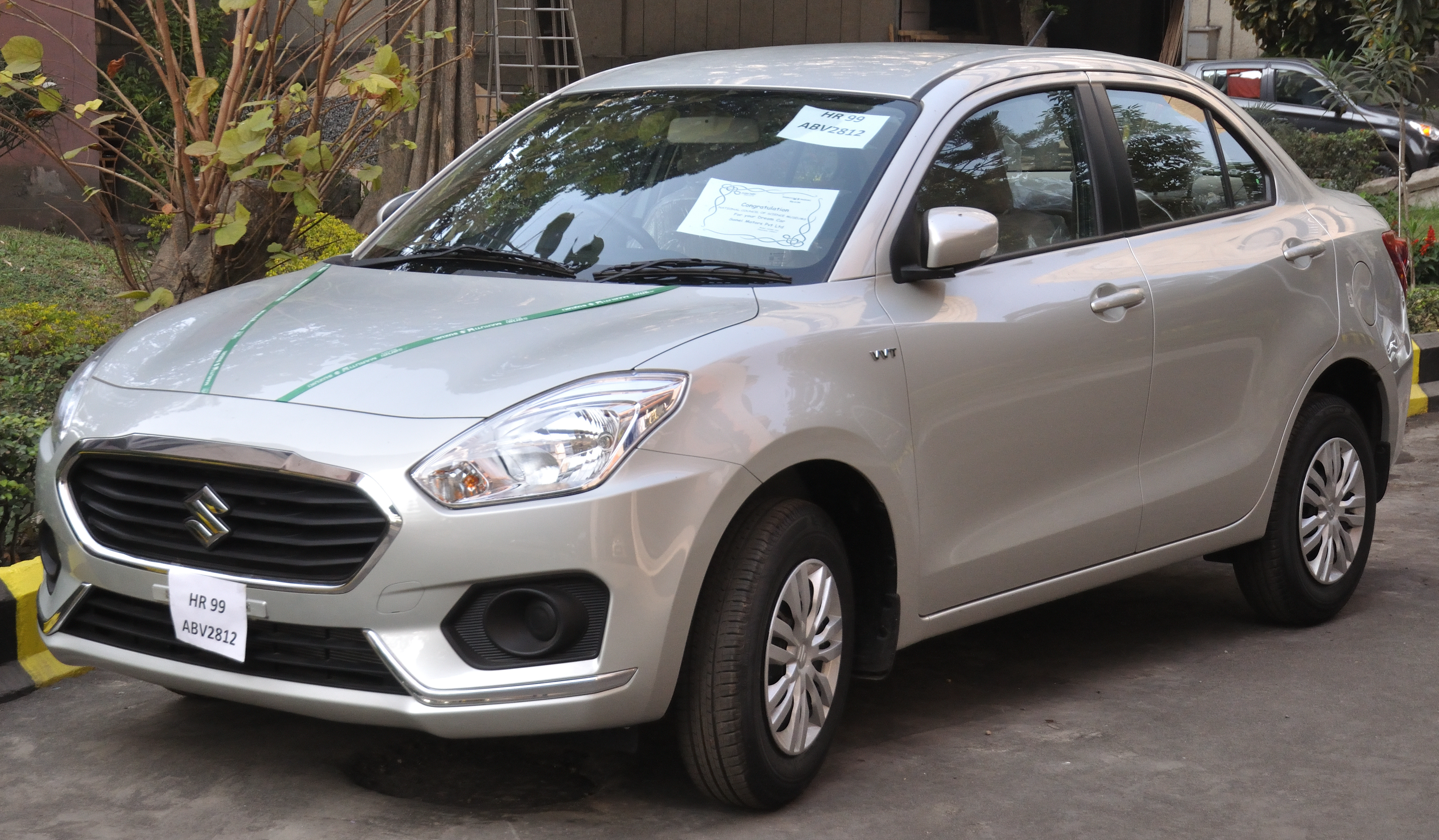
Suzuki Dzire phase 1
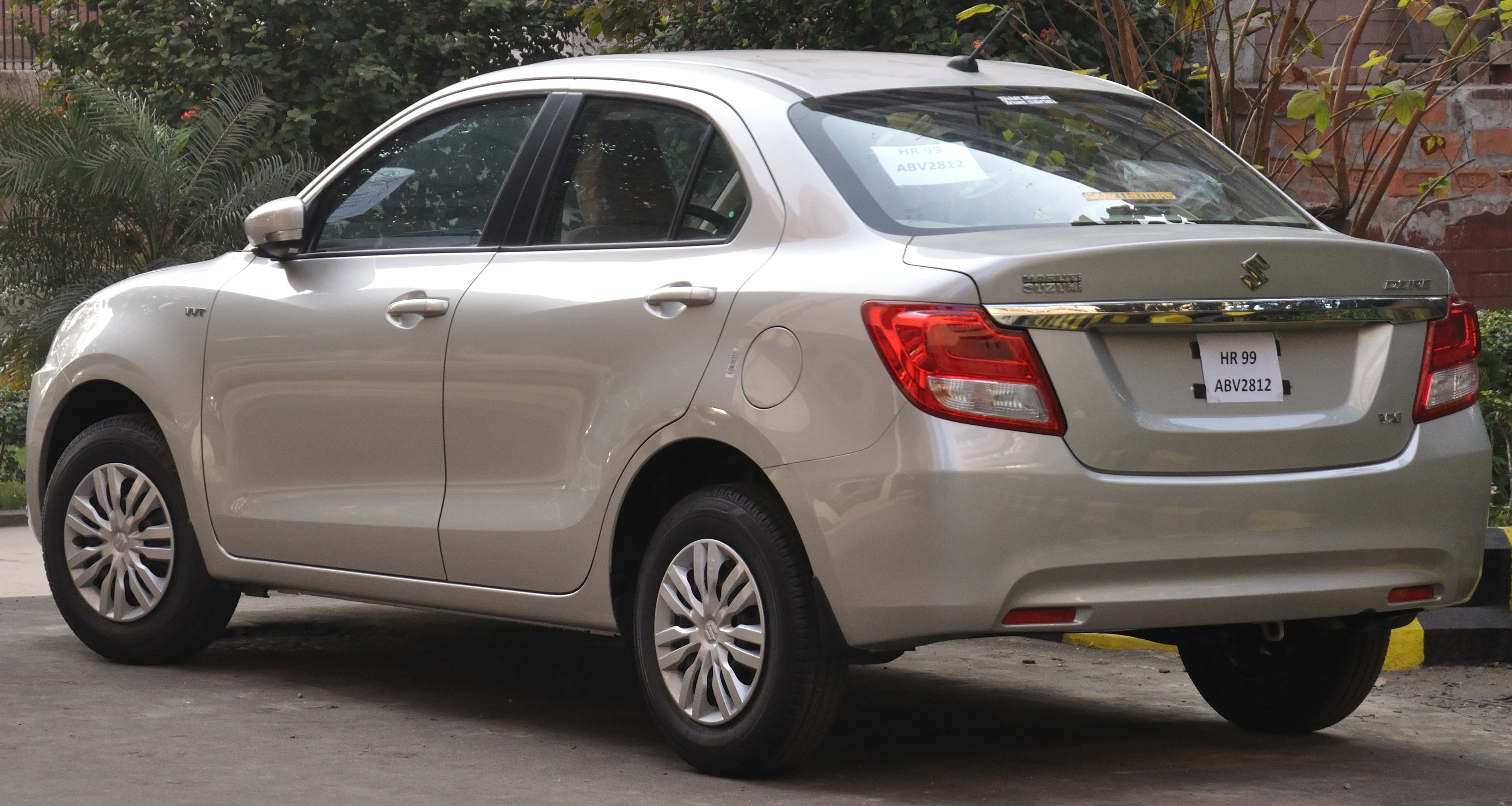
Suzuki Dzire phase 1
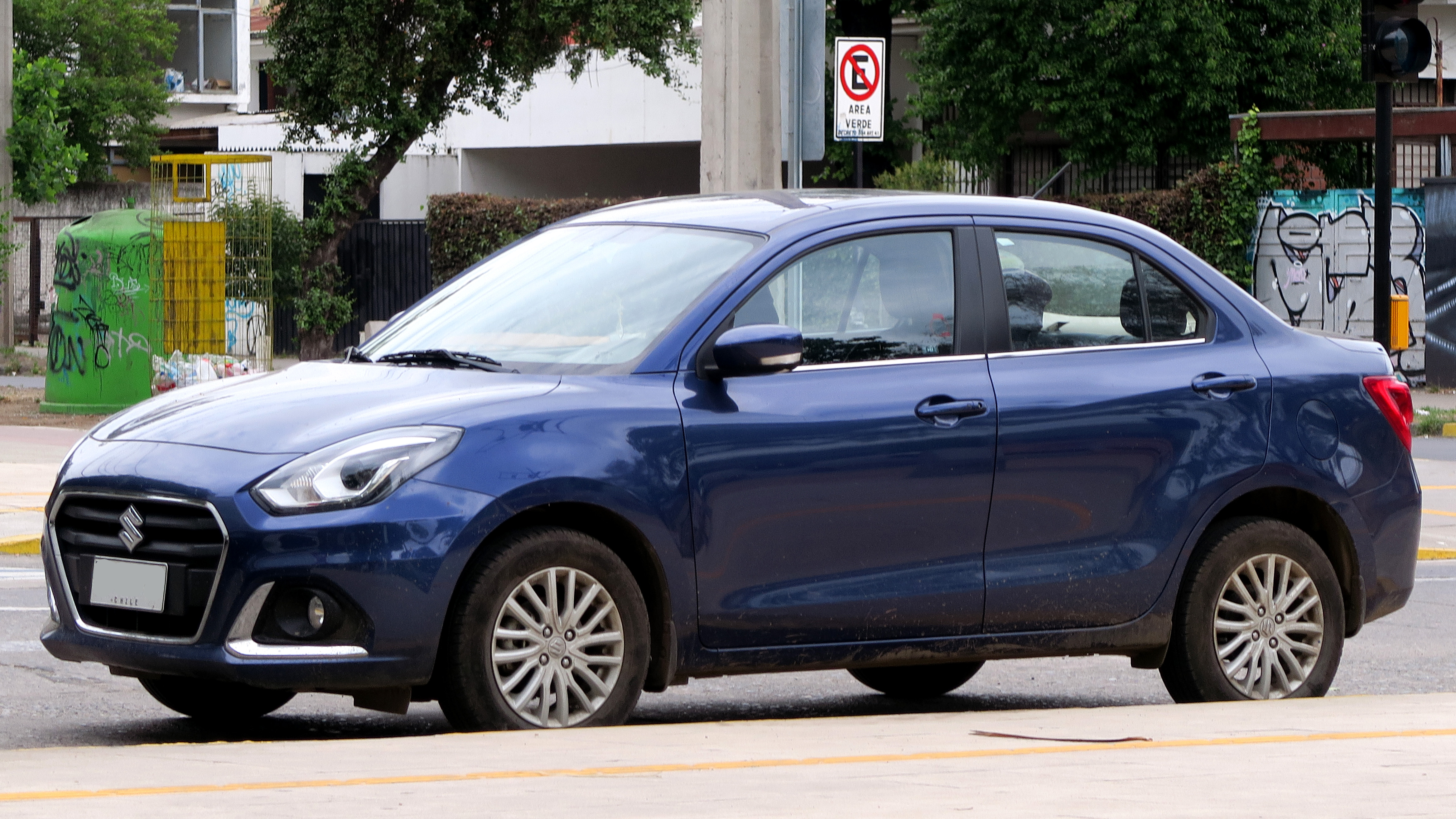
Suzuki Dzire phase 2

## Concept car
La Swift Sport Extreme est un concept-car sur base de Swift Sport présenté au salon Thailand Motor Expo 2019.